# Lithophyllum divaricatum
Lithophyllum divaricatum M. Lemoine, 1929 é o nome botânico de uma espécie de algas vermelhas pluricelulares do gênero Lithophyllum, família Corallinaceae.
- São algas marinhas encontradas no México, Ilhas Revillagigedo, Panamá e Galápagos (Pacífico).

## Sinonímia
- Não apresenta sinônimos.